# Плавучая станица
Плавучая станица — роман В. А. Закруткина. Опубликован в 1950 году. Посвящен трудовым будням рыбаков-колхозников, а также необходимости сохранить рыбные запасы отечественных рек. За него автор получил Сталинскую премию третьей степени (1951). По другим данным, за роман Закруткин получил Государственную премию СССР.
Книга, написанная Закруткиным в станице Кочетовской на Дону, где он, вернувшись с войны и оставив научную работу, снова жил с 1947 года, издавалась в СССР и за рубежом. С этим романом как тематически, так и идейно связаны последующие произведения писателя.

## Сюжет
Повествование начинается с того, что после войны в станицу, стоящую между четырьмя реками «Доном, Северским Донцом, Сухим Донцом и маленькой речушкой Барсовкой», приезжает молодой, но уже побывавший на фронте, получивший ранение и награду инспектор рыболовного надзора Василий Зубов. Он собирается инспектировать рыбколхоз и бороться с браконьерством. При этом в деятельности колхоза имеются серьезные злоупотребления, о которых хорошо осведомлен его председатель. Например, вместо ценных пород рыбы для выполнения плана вылавливаются малоценные, лов осуществляется в недозволенных местах, сквозь пальцы смотрят на запрет на вылов рыбьей молоди.